# Anaea centaurus
Anaea centaurus är en fjärilsart som beskrevs av Felder 1866. Anaea centaurus ingår i släktet Anaea och familjen praktfjärilar. Inga underarter finns listade i Catalogue of Life.